# 安培林娱乐
安培林娛樂公司（Amblin Entertainment, Inc.）是一家美国电影制片公司，由斯蒂芬·斯皮尔伯格等人创建于1981年，总部位于加利福尼亚州环球城，现为安培林合夥公司的子公司。
公司名称来自斯皮尔伯格的第一部商业片《安培林》（1968）。该公司的许多电影由环球影业发行。